# Manzana Fundacional Cisneriana de la Universidad de Alcalá
La Manzana Fundacional Cisneriana de la Universidad de Alcalá, en Alcalá de Henares, es un Bien de Interés Cultural en la categoría de monumento, desde el 12 de marzo de 2019. Está registrado con los códigos 29936 y RBIC-2018-000007.

## Historia
La manzana cisneriana forma parte del casco histórico de Alcalá de Henares, y ocupa una superficie de 16.275 m². El Cardenal Cisneros la proyectó en 1499, al fundar la ciudad universitaria de Alcalá. El arquitecto Pedro Gumiel fue el encargado de su diseño, mediante una estructura ortogonal con distribución en "islas" (manzanas). En el plano urbano de Alcalá de Henares corresponde a la isla n.º 1, según la descripción de Juan de Ovando de 1564. La ciudad universitaria se construyó en el sector oriental del recinto amurallado de la ciudad, tras su segunda ampliación. En ella se instalaron varios colegios universitarios, así como una serie de edificios auxiliares: viviendas para los profesores, imprentas y librerías, cárcel, carnicería, etc.
Tras el cierre de la Universidad de Alcalá en 1836, se subastaron sus instalaciones, siendo expoliadas. Por lo que el 12 de diciembre de 1850 se constituyó la Sociedad de Condueños de los Edificios que fueron Universidad, con el propósito de adquirir los inmuebles y evitar su ruina y desaparición, con la esperanza de que volvieran a utilizarse para el fin que fueron construidos, gesto de mecenazgo privado único en su época.
Diversas instituciones han ocupado sus edificios bajo el control de la Sociedad de Condueños, lo que ha permitido mantener los inmuebles en buen estado de conservación. Hasta que en 1977 se volvió a abrir la Universidad de Alcalá, instalando su Rectorado y gerencia en este conjunto arquitectónico histórico.

## Conjunto de edificios
Cuenta con 12 edificios construidos entre los siglos XVI al XX:
| Denominación                                                       | Fundación          | Construcción                        | Ubicación                                                                  | Uso actual                                  | Edificio |
| ------------------------------------------------------------------ | ------------------ | ----------------------------------- | -------------------------------------------------------------------------- | ------------------------------------------- | -------- |
| Colegio Mayor de San Ildefonso                                     | 13/04/1499         | 1499-1508 colegio 1537-1553 fachada | Plaza de San Diego, 7 40°28′58.4″N 3°21′47.5″O / 40.482889, -3.363194      | Rectorado de la UAH                         |          |
| Capilla de San Ildefonso                                           | 1501               | 1509 - 1521                         | Calle Pedro de Gumiel 40°28′57.5″N 3°21′49.0″O / 40.482639, -3.363611      | Sala de exposiciones y conciertos de la UAH |          |
| Colegio Menor de San Jerónimo o Trilingüe                          | 1516               | 1564 - 1570                         | Calle Colegios, 3 40°28′53.7″N 3°21′44.5″O / 40.481583, -3.362361          | Hostería del Estudiante                     |          |
| Colegio-convento de San Pedro y San Pablo                          | 1508               | 1508 - 1513                         | Plaza de San Diego, 7 40°28′58.8″N 3°21′46.1″O / 40.483000, -3.362806      | Gerencia de la UAH                          |          |
| Paraninfo de la Universidad de Alcalá                              | 1516               | 1516 - 1520                         | Plaza de San Diego, 7 40°28′54.34″N 3°21′45.91″O / 40.4817611, -3.3627528  | Salón de actos de la UAH                    |          |
| Patio de Filósofos o Corral de Continuos                           | 1516               | 1516 - 1535                         | Plaza de San Diego, 7 40°28′54.4″N 3°21′44.9″O / 40.481778, -3.362472      | Patio de la UAH                             |          |
| Colegio Menor de la Madre de Dios o de los Teólogos                | 23/03/1513         | 1513 - 1518                         | Calle Colegios, 1 40°28′53.2″N 3°21′46.4″O / 40.481444, -3.362889          | Colegio de Abogados de Alcalá de Henares    |          |
| Colegio Menor de Santa Catalina o de Artistas o de los Metafísicos | 23/03/1513         | 1513 - 1517                         | Callejón de Santa María 40°28′53.9″N 3°21′47.7″O / 40.481639, -3.363250    | Consejo de Estudiantes de la UAH            |          |
| Hospedería de Estudiantes del Colegio Mayor                        |                    | Finales siglo XVI                   | Plaza de Cervantes, 11 40°28′54.6″N 3°21′48.2″O / 40.481833, -3.363389     | Museo de la Sociedad de Condueños           |          |
| Hotel Cervantes                                                    | 1912               | 1913-1916                           | Plaza de Cervantes, 10 40°28′55.36″N 3°21′48.76″O / 40.4820444, -3.3635444 | Oficinas de la UAH                          |          |
| Círculo de Contribuyentes o casino                                 | 1890               | 1893                                | Plaza de Cervantes, 9 40°28′56.24″N 3°21′49.26″O / 40.4822889, -3.3636833  | El mismo uso                                |          |
| Edificio de las Cráteras                                           | Mediados siglo XVI | 1888                                | Plaza de Cervantes, 8 40°28′57.2″N 3°21′49.9″O / 40.482556, -3.363861      | Oficinas                                    |          |
|                                                                    |                    |                                     |                                                                            |                                             |          |

## Reconocimiento

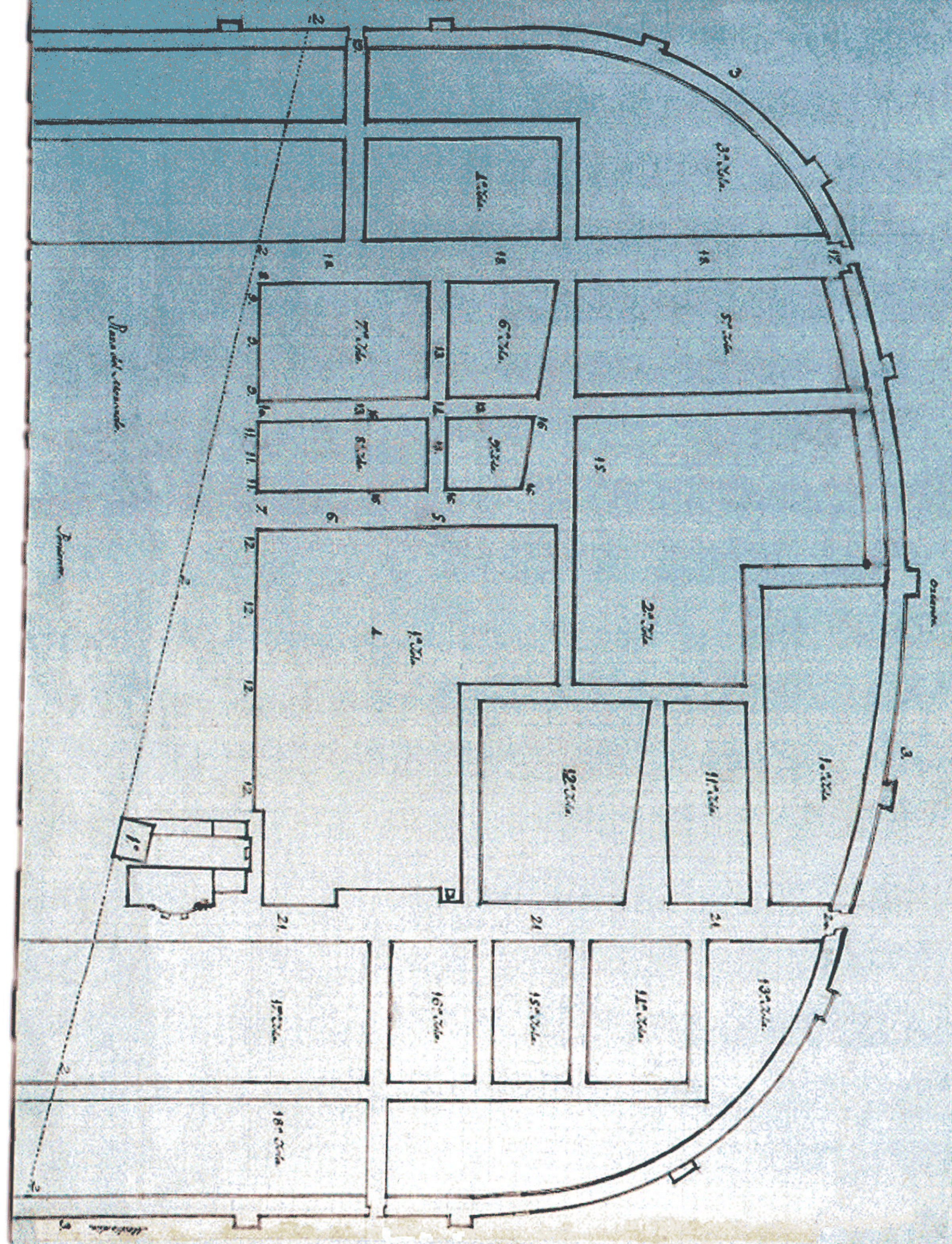
Plano urbano según Juan de Ovando en 1564.

El 15 de junio de 2018 se incoó el expediente de declaración de Bien de Interés Cultural a la "Manzana Fundacional Cisneriana de la Universidad de Alcalá", por ser un conjunto de edificios con un gran valor histórico, arquitectónico y artístico. Finalmente el 12 de marzo de 2019, el Consejo de Gobierno de la Comunidad de Madrid la declaró Bien de Interés Cultural, en la categoría de monumento.